# Leiocolea badensis
Leiocolea badensis là một loài rêu tản trong họ Jungermanniaceae. Loài này được (Gottsche) Jörg. miêu tả khoa học lần đầu tiên năm 1934.